# Lijst van rijksmonumenten in Westwoud
De plaats Westwoud telt 12 inschrijvingen in het rijksmonumentenregister.
| Object | Oorspronkelijke functie?  | Bouwjaar          | Architect                    | Locatie                  | Coördinaten?                 | Nr.?   | Afbeelding        |
| --- | ------------------------- | ----------------- | ---------------------------- | ------------------------ | ---------------------------- | ------ | ----------------- |
| Voormalige Nederlandse Hervormde Kerk. Thans als atelier in gebruik                                                                                                 | Kerk en kerkonderdeel     |                   | J.F.L. Frowein (restauratie) | Binnenwijzend 54         | 52° 40' 48" NB, 5° 8' 47" OL | 14059  | Meer afbeeldingen |
| Stolphoeve met vooreind voorzien van houten geveltop. Gedeeltelijk houten voor- en zijgevels                                                                        | Boerderij                 | 18e eeuw          |                              | Binnenwijzend 78         | 52° 40' 57" NB, 5° 9' 11" OL | 14060  | Meer afbeeldingen |
| Vredebest | Boerderij                 | 1868              |                              | Oudijk 9                 | 52° 41' 12" NB, 5° 7' 30" OL | 14062  | Meer afbeeldingen |
| Gemeentehuis | Bestuursgebouw en onderdl | 1855              |                              | Dr. Nuijensstraat 13     | 52° 41' 6" NB, 5° 7' 59" OL  | 14063  | Meer afbeeldingen |
| Stolphoeve. Dwarseind en een vrijwel vrijstaand woonhuis onder pannen zadeldak. Negenruits schuifvensters. Gevelsteen ter herinnering aan koninklijk bezoek in 1914 | Boerderij                 | 1853 (gevelsteen) |                              | Dr. Nuijensstraat 21     | 52° 41' 7" NB, 5° 8' 5" OL   | 14064  | Meer afbeeldingen |
| R.K. Sint-Martinuskerk | Kerk en kerkonderdeel     | 1849              | Th. Molkenboer               | Dr. Nuijensstraat 80     | 52° 41' 13" NB, 5° 8' 41" OL | 14065  | Meer afbeeldingen |
| Stolphoeve met houten geveltop, dwarseind | Boerderij                 | 18e eeuw          |                              | Dr. Nuijensstraat 82     | 52° 41' 14" NB, 5° 8' 44" OL | 14066  | Meer afbeeldingen |
| Banpaal. Een hardstenen banpaal, bekroond door een leeuw en gemerkt met het jaartal                                                                                 | Grensafbakening           | 1754              |                              | Dr. Nuijensstraat bij 75 | 52° 41' 21" NB, 5° 9' 6" OL  | 14067  | Meer afbeeldingen |
| Stolpboerderij | Boerderij                 | ca. 1870          |                              | Dr. Nuijensstraat 22     | 52° 41' 6" NB, 5° 8' 9" OL   | 495646 | Meer afbeeldingen |
| Hervormde Kerk (Westwoud) | Kerk en kerkonderdeel     | 1875              | A.T. van Wijngaarden         | Dr. Nuijensstraat 24     | 52° 41' 6" NB, 5° 8' 11" OL  | 495653 | Meer afbeeldingen |
| Martha Hoeve | Boerderij                 | 1875              |                              | Dr. Nuijensstraat 63     | 52° 41' 17" NB, 5° 8' 52" OL | 495659 | Meer afbeeldingen |
| Stolpboerderij van het afgeleide Westfriese type | Boerderij                 | 1875-1899         |                              | Dr. Nuijensstraat 102    | 52° 41' 16" NB, 5° 8' 48" OL | 495666 | Meer afbeeldingen |